# Мескіангнуна
Мескіангнуна (шумерське : 𒈩𒆠𒉘𒉣, букв. Улюблений герой Нанни) — цар (лугаль) Ура, правив приблизно у 2484-2423 рр. до Р. Х. «Царський список» та Туммальський напис називають Мескіангнуну сином Месанепади.
«Царський список» вказує, що Мескіангнуна був безпосереднім наступником Месанепади. Однак також відомо, що Месанепад мав ще одного сина — Аанепада, який у своєму написі називає себе царем Ура, але з якоїсь причини він не був включений до «Царського списку». Нині заведено вважати, що Аанепада був старшим сином і правив безпосередньо за Месанепадою, а його молодший брат Мескіангнуна успадкував його.
Туммальський напис називає Мескіангнуну серед будівельників храму Енліля в Ніппурі, головному релігійному центрі шумерів, володіння яким давало право царю вважатися гегемоном Шумера.